# Distrito electoral local 26 del Estado de México
El XXVI Distrito Electoral Local del Estado de México es uno de los 45 distritos electorales en los que se encuentra dividido el territorio del Estado de México para la elección de diputados locales que integran el Congreso del Estado de México. Su cabecera es la ciudad de Cuautitlán Izcalli. 
A partir de las elecciones de 2018 está compuesto por 86 secciones  del municipio de Cuautitlán Izcalli y 86 secciones  del municipio de Tlalnepantla de Baz.

## Distritaciones anteriores

### Distritación 1996-2017
Durante este período, el Distrito XXVI estaba conformada por aproximadamente la mitad este del municipio de Nezahualcóyotl.

## Diputados por el distrito
- LV Legislatura
  - (2003 - 2006): Gildardo González Bautista
- LVI Legislatura
  - (2006 - 2009): Juana Bonilla Jaime
- LVII Legislatura
  - (2009 - 2012): Flora Martha Angón Paz
- LVIII Legislatura
  - (2012 - 2015): Héctor Pedroza Jiménez
- LIX Legislatura
  - (2015 - 2018): Juana Bonilla Jaime
- LX Legislatura
  - (2018 - 2021): Dionicio Jorge García Sánchez

## Elecciones

### Elecciones de 2018
|  | 22.87404 % |

|  | 16.83680 % |

|  | 3.22777 % |

|  | 2.52485 % |

|  | 48.45324 % |

|  | 3.16563 % |

|  | 0.07045 % |

|  | 2.84718 % |

|  | 100.00 % |